# Jacques de Pamele
Jacques de Pamele, ou Pamelius, né le 15 mai 1536 à Bruges  et  mort le 19 septembre 1587 à Mons (Belgique), est un théologien et prélat belge du XVIe siècle.

## Biographie
Jacques de Pamele est chanoine de Bruges. Il est l'éditeur du Micrologus de ecclesiasticis observationibus (Anvers, 1565), un commentaire de l'Ordo romain du début du XIIe siècle. Pamelius est doyen de la cathédrale de Bruges de 1568 à 1571. En 1570 il est nommé membre de la commission pour l'examen des œuvres de Remi Drieux, évêque de Bruges, et contribue à la  publication de l' Index expurgatorius de 1571. Il s'oppose à la propagation de la Réforme protestante à Bruges, et est finalement forcé par les calvinistes de se retirer à Douai.
De Pamele est nommé archidiacre de Flandre par le chapitre de Saint-Omer en 1581 et est nommé évêque de Saint-Omer par Philippe II  en 1587, mais meurt la même année avant d'être intronisé.
Il est le premier chercheur qui ait scientifiquement identifié que les sacramentaires attribués à saint Grégoire le Grand († 604) ne sont autres que des manuscrits copiés à partir de la fin du VIIIe siècle, en dépit de son attribution.

## Œuvres
Outre le Micrologus, il est l'auteur de:
- Liturgica latinorum (tome I) et Liturgicon Ecclesiæ Latinæ (tome II)[1] (Cologne, 1571)
- 'De religionibus diversis non admittendis ... relatio (Anvers, 1589)
- un catalogue de commentaires sur la bible (Anvers, 1566)

et est l'éditeur d'œuvres de   Saint Cyprien (Anvers, 1566), Tertullien (Paris, 1584) et Hrabanus Maurus (Cologne, 1627).

## Sources
- Anne Rouzet, « Une lettre inédite de Jacques de Pamele a l'imprimeur Jean Bogard »,  De Gulden Passer, 1983, n° 61, p. 447-459 Lire en ligne